# سواح في دنيا الله (كتاب)
كتاب سواح في دنيا الله للدكتور مصطفى محمود وهو كتاب جامع لعدة مقالات مهمة وإن كان فيها تكرار لبعض الأفكار؛ ولكن يجب على كل قارئ الإلمام بها والتعلم منها على قدر الإمكان. من هذه المقالات ما هو روحي، ومنها ما هو سياسي؛ الكتاب يوضح أن الدين ليس مجموعة الأوامر والنواهي لأنها كلها من شأن الدنيا وإنما وضعت لإقامة العدل على الأرض، إنما الدين شيء آخر، إنه الحب الحقيقي الذي جئنا به إلى الدنيا، والحنين الدائم إلى الوطن الأصل؛ وحب الله وحب ما صنع وما خلق هو جوهر كل الديانات الحقة. إن حقيقة الإنسان ليست في شكله ومظهره إنما في الجانب الغيبي الذي خفي عنا، إنها تتمثل في النفس، وهناك النفس الطيبة والنفس الخبيثة؛ ونحن نرى الآن المسلمين في حالة قهر في مختلف أنحاء العالم وتراجع أمام الدول العظمى التي تحكم العالم بقبضة من حديد، وتحكم بما يحقق مصالحها الشيطانية، ولذلك فعلى المسلمين أن يفيقوا من هذا السبات وأن يتسلحوا بكل أنواع الأسلحة السياسية والاقتصادية والعسكرية والفكرية والروحية.

## مقتطفات من الكتاب
- “وللأسف الشديد التدين اليوم خرج من روح التدين بسبب انحراف الدعوة وانحراف أكثر الدعاة وإغراقهم في القشور والتفاصيل والخلافيات والأمور الثانوية مما ألقى بكثير من المسلمين إلى الاختلاف والجدل والتعصب، ومما خلق ذرائع لمحترفي الإرهاب ولهواة التعصب، ومما أوجد التدين السطحي المتهوس الأبله.”
- “إن الإيمان موروث فطري بسيط. والكفر يحتاج إلى افتعال وعناد بحجم الجبال وتعام عن حقائق كالنور وضوحا.”
- “فالمسلم الحق يحاول أن يفهم الناس ولكنه لا يحكم عليهم وهو قد يدعوهم بالحسنى ولكنه لا يفرض عليهم رأيه، أما المحاسبة فمن شأن الله وحده.”
- “وكيف يختلف أهل التوحيد وأهل الفطرة دينهم أبسط من نور النهار أوجزه نبيهم في كلمات: قل لا إله إلا الله ثم استقم، لم يذكر عمامة ولا جلبابا ولا لحية ولا نقابا، وإنما علي الاستقامة، علي مكارم الأخلاق والتوحيد بالله.”
- “ولا نفيق على هذا الحنين إلا لحظة يحيطنا القبح والظلم والعبث والفوضى والاضطراب في هذا العالم، فنشعر أننا غرباء عنه وأننا لسنا منه ... وإنما مجرد زوار وعابري طريق، ولحظتها نهفو إلى ذلك الوطن الأصل الذي جئنا منه ونرفع رؤوسنا في شوق وتلقائية إلى السماء وتهمس كل جارحة فينا... يا الله.. أين أنت.”
- “وكما قال الفقيه الإسلامي العظيم العز بن عبد السلام في زمان شيوع البلوى إذا أصبح تطبيق الشريعة مؤديا إلى ازدياد المنكر فإنه يحسن بالمسلم عدم تطبيقها (شهود الزور على أبواب المحاكم ويمكنك أن تستأجر أي واحد لتقطع به يد خصمك).”
- “ونفس الكلام يقال للغوغائيين من الدعاة والسطحيين الذين يطالبون بقطع الأيدي والرجم والجلد كعلاج للفساد الموجود وهم لا يعلمون أن الفقه الإسلامي نفسه لا يوافقهم على هذا المفهوم السطحي والغوغائي، فالعصر باعترافهم عصر شيوع الفساد وشيوع البلوى، وبالتالي يستوجب فقها آخر ملائما للظرف القائم الآن تطبيق الحدود العادية سوف يزيد المنكر منكرا، فالوزير والكبير الذي يسرق ملايين عن طريق العمولات لن تنطبق عليه شروط القطع الفقهية التقليدية، وسوف يعفى من القطع، بينما النشال الذي ينشل 5 جنيهات سوف تقطع يده، وفي ذلك ظلم فاحش وتشجيع للكل بأن يسرقوا وينهبوا بالوسائل الملتوية من عمولات ورشوة واختلاس وتزييف وخلافه وفي ذلك حض على عموم المنكر.”
- “إن الدين يبدأ به.. والفلسفة تنتهى إليه.. والعقل يتوقف عنده... فلا كيف ولا كم ولا أين ولا متى... !! وإنما... هو... ولا إله إلا هو... ولا يملك العقل إلا السجود... ولا تملك العين إلا البكاء ندما. رفعت الأقلام وجفت الصحف. اسألوا لنا ولأنفسكم الرحمة... والتمسوا لنا ولأنفسكم النجاة. لم يبق إلا التوسل...”
- “ولو سألوني.. لماذا آمنت.. نريد منك جوابا في كلمات.. لقلت في يقين وبدون تردد.. لأنه بدون الله .. لا معنى لي ولا لأي شيء.”
- “يدك هي التي تحفر بها قبرك وتصنع بها مصيرك ولسانك هو الذي يهوي بك إلى الهاوية أو يصعد بك إلى أعلى عليين.. أنت ما تقول وأنت ما تفعل.. انظر ماذا تفعل.. تعلم مسكنك وتشهد قيامتك قبل قيامتك.. وتعلم ساعتك قبل ساعتك.”
- “الكل متعجل يريد أن يغنم شيئا وأن يلهف شيئا.. لا أحد ينظر فيما بعد.. ولا في ما وراء.”
- “هل هذه عولمة بمعنى توحيد العالم والارتقاء به.. أم هي عولمة بهدف إفساد العالم وتدميره.”
- “وذلك حظنا القليل التافه من المعرفة لأقرب شيء إلينا.. الإنسان.. وهذه نفسك.. فكيف تدعي معرفة نفوس الآخرين. وكيف تدعي الإحاطة بالكون.”

## وصلات خارجية
- فيديو حلقات الدكتور مصطفى محمود.
- مدونة الدكتور مصطفى محمود.
- "كان نائماً في سكينة تامة لم يستيقظ منها": ابنة مصطفى محمود لـ"العربية.نت": العالم الكبير رحل في هدوء، العربية نت، 31 أكتوبر 2009.
- صفحة مصطفى محمود على موقع أبجد
- صفحة اقتباسات مصطفى محمود على موقع أبجد
- صفحة باسم الدكتور رائعة على الفيس بوك
- الفيلم الوثائقي العالم والايمان على اليوتيوب
- محمود تحميل كتب الدكتور مصطفى محمود كاملة pdf